# Nora Navas
Nora Navas (ur. 24 kwietnia 1975 w Barcelonie) – hiszpańska aktorka filmowa.

## Filmografia
- 2010: Czarny chleb jako Florència
- 2012: Dictado jako Beatriz
- 2013: Przecież wszyscy ją kochamy jako Geni
- 2016: Honorowy obywatel jako Nuria

## Nagrody
- Nagroda Goya Najlepsza aktorka: Czarny chleb